# Grand Prix de l'industrie et de l'artisanat de Larciano 2023
Le Grand Prix de l'industrie et de l'artisanat de Larciano 2023 est la 45e édition de cette course cycliste masculine sur route. Il a lieu le 26 mars 2023 autour de Larciano, dans la province de Pistoia, en Italie, sur 199,8 km. Il fait partie du calendrier UCI ProSeries 2023 en catégorie 1.Pro.

## Présentation
Ce Grand Prix de l'industrie et de l'artisanat de Larciano est la 45e édition de cette course cycliste masculine sur route, organisée par l''Unione ciclistica larcianese, en collaboration avec le GS Emilia.

### Équipes
| WorldTeams (4)- Astana Qazaqstan Team - EF Education-EasyPost - Trek-Segafredo - UAE Team Emirates ProTeams (7)- Bingoal WB - Bolton Equities Black Spoke Pro Cycling - Eolo-Kometa - Green Project-Bardiani CSF-Faizanè - Q36.5 Pro Cycling Team - Team Corratec - Team Novo Nordisk Équipes continentales (7)- Beltrami TSA-Tre Colli - Biesse-Carrera - Colpack Ballan - General Store-Essegibi-F.lli Curia - MG.K Vis Colors For Peace - Team Technipes #inEmiliaRomagna - Work Service-Vitalcare-Dynatek |
| |

## Classements

### Classement final
| \| Classement général \| Classement général \| Classement général \| Classement général \| Classement général \| \| Coureur \| Coureur \| Pays \| Équipe \| Temps \| \| ------------------ \| ----------------------- \| ------------------ \| --------------------------------------- \| ------------------ \| \| 1er \| Ben Healy \| Irlande \| EF Education-EasyPost \| 4 h 33 min 09 s \| \| 2e \| Amanuel Ghebreigzabhier \| Érythrée \| Trek-Segafredo \| + 27 s \| \| 3e \| Mark Stewart \| Royaume-Uni \| Bolton Equities Black Spoke Pro Cycling \| + 47 s \| \| 4e \| Natnael Tesfatsion \| Érythrée \| Trek-Segafredo \| + 47 s \| \| 5e \| Diego Ulissi \| Italie \| UAE Team Emirates \| + 47 s \| \| 6e \| Felix Großschartner \| Autriche \| UAE Team Emirates \| + 47 s \| \| 7e \| Marco Tizza \| Italie \| Bingoal WB \| + 47 s \| \| 8e \| Tony Gallopin \| France \| Trek-Segafredo \| + 47 s \| \| 9e \| Christian Scaroni \| Italie \| Astana Qazaqstan Team \| + 47 s \| \| 10e \| Georg Steinhauser \| Allemagne \| EF Education-EasyPost \| + 47 s \| |                         |             |                                         |                 |
| |                         |             |                                         |                 |
| Source : ProCyclingStats |                         |             |                                         |                 |
| Classement général |                         |             |                                         |                 |
| Coureur | Coureur                 | Pays        | Équipe                                  | Temps           |
| 1er | Ben Healy               | Irlande     | EF Education-EasyPost                   | 4 h 33 min 09 s |
| 2e | Amanuel Ghebreigzabhier | Érythrée    | Trek-Segafredo                          | + 27 s          |
| 3e | Mark Stewart            | Royaume-Uni | Bolton Equities Black Spoke Pro Cycling | + 47 s          |
| 4e | Natnael Tesfatsion      | Érythrée    | Trek-Segafredo                          | + 47 s          |
| 5e | Diego Ulissi            | Italie      | UAE Team Emirates                       | + 47 s          |
| 6e | Felix Großschartner     | Autriche    | UAE Team Emirates                       | + 47 s          |
| 7e | Marco Tizza             | Italie      | Bingoal WB                              | + 47 s          |
| 8e | Tony Gallopin           | France      | Trek-Segafredo                          | + 47 s          |
| 9e | Christian Scaroni       | Italie      | Astana Qazaqstan Team                   | + 47 s          |
| 10e | Georg Steinhauser       | Allemagne   | EF Education-EasyPost                   | + 47 s          |

### Classements UCI
La course attribue des points au classement mondial UCI 2023 selon le barème suivant :
| Position           | 1er | 2e  | 3e  | 4e  | 5e | 6e | 7e | 8e | 9e | 10e | 11e | 12e | 13e | 14e | 15e | 16e à 30e | 31e à 40e |
| Classement général | 200 | 150 | 125 | 100 | 85 | 70 | 60 | 50 | 40 | 35  | 30  | 25  | 20  | 15  | 10  | 5         | 3         |